# Citroën C3 Aircross
Citroën C3 Aircross — это название, присвоенное нескольким автомобилям , выпускаемым под маркой Citroën французским автопроизводителем PSA Group, а затем Stellantis. Первым автомобилем, использующим это название, стала бразильская версия минивэна C3 Picasso, оформленная так, чтобы имитировать внешний дизайн внедорожника, выпускавшаяся в период с 2010 по 2020 год. С 2016 года она была переименована в Citroën Aircross.
В 2017 году в Европе был выпущен второй автомобиль с этим названием. Это городской внедорожник , пришедший на смену C3 Picasso. В 2023 году название C3 Aircross также использовалась для более крупного внедорожника для развивающихся рынков, таких как Индия и Южная Америка, с дополнительными сиденьями третьего ряда.

## Модель C3 на основе C3 Picasso (AI58; 2010)
Citroën C3 Aircross для Латинской Америки — это мини-внедорожник, близкий к мировому Citroën C3 Picasso . Впервые о нем было объявлено бразильским подразделением Citroën в августе 2010 года. C3 Aircross производится в Порту-Реале , Бразилия, и был запущен в продажу в стране в сентябре 2010 года.  Он экспортировался на отдельные рынки, такие как Аргентина, Уругвай, Парагвай, Колумбия и Коста-Рика.
По сравнению с глобальным C3 Picasso, рестайлинговый C3 Aircross имеет приподнятую подвеску, хромированные дуги на крыше, крышки зеркал, боковые юбки и заднее запасное колесо.  C3 Aircross основан на бразильском Citroën C3 первого поколения , тогда как глобальный C3 Picasso основан на глобальном Peugeot 207 SW .  C3 Aircross может работать на биоэтаноле E85 .
Иван Сигал, управляющий директор Citroën в Бразилии, прогнозировал продажи 30 000 моделей Aircross за полный год при запуске  , но снизил эти ожидания в 2011 году до 2 000 моделей Aircross в месяц. Сигал хотел добиться этого, ориентируясь на «молодых и предприимчивых» покупателей.
В мае 2011 года была выпущена некроссоверная модель, созданная на базе C3 Aircross. Хотя он и назывался C3 Picasso, он был ближе к C3 Aircross (та же платформа, та же решетка радиатора, тот же интерьер, без задней двери), чем к глобальному C3 Picasso.
В конце 2014 года на Международном автосалоне в Сан-Паулу был представлен шоу-кар Citroën C3 Aircross Lunar.

### Дизайн и особенности
Aircross имеет тканевую обивку салона с вельветовой или кожаной обивкой.  Опоры двигателя сконструированы таким образом, чтобы слегка опускаться вниз при ударе передней частью, чтобы предотвратить попадание двигателя в салон и травмирование пассажиров. Модели C3 Aircross SX и Exclusive оснащены ABS — одним из немногих автомобилей с такой функцией, продаваемых на бразильском рынке.
C3 Aircross был разработан с учетом необходимости использования экологически чистых материалов там, где это возможно. 20 кг полимеров автомобиля, включая полку для багажа, коврик в багажник и частично используемые в дверях, изготовлены из натуральных волокон для достижения этой цели.

### Двигатели
В Бразилии Aircross доступен с четырехступенчатой автоматической или пятиступенчатой механической коробкой передач. 
| Бензиновые двигатели     | Бензиновые двигатели | Бензиновые двигатели | Бензиновые двигатели       | Бензиновые двигатели        | Бензиновые двигатели    | Бензиновые двигатели                   | Бензиновые двигатели  | Бензиновые двигатели                       | Бензиновые двигатели |
| Модель                   | Год                  | Код двигателя        | Объем (куб.см, куб. дюйм ) | Мощность                    | Крутящий момент         | 0–100 км/ч (0–62 миль в час) (секунды) | Максимальная скорость | Передача инфекции                          | Выбросы CO 2 (г/км)  |
| ------------------------ | -------------------- | -------------------- | -------------------------- | --------------------------- | ----------------------- | -------------------------------------- | --------------------- | ------------------------------------------ | -------------------- |
| 1,5 л 8v 90 (бензин)     | 2013-                |                      |                            | 90 л.с. (66 кВт; 89 л.с.)   | 140 Нм (103 фунт-фут)   |                                        |                       | 5-ступенчатая механическая коробка передач |                      |
| 1,6 л VTi 16v (бензин)   | 2010–                | EP^                  | 1587 (97)                  | 110 л.с. (81 кВт; 108 л.с.) | 142 Нм (105 фунт-фут)   | 14                                     | 165 км/ч (103 миль/ч) | 5-ступенчатая механическая коробка передач | 220                  |
| 1,6 л VTi 16v (алкоголь) | 2010–                | EP6                  | 1587 (97)                  | 113 л.с. (83 кВт; 111 л.с.) | 155 Нм (114 фунт-футов) | 14                                     | 165 км/ч (103 миль/ч) | 5-ступенчатая механическая коробка передач | 220                  |
| 1,6 л VTi 120 (бензин)   | 2013-                | EP6                  | 1587 (97)                  | 115 л.с. (85 кВт; 113 л.с.) | 152 Нм (112 фунт-фут)   |                                        |                       | 5-ступенчатая механическая коробка передач |                      |
| 1,6 л VTi 120 (алкоголь) | 2013-                | EP6                  | 1587 (97)                  | 122 л.с. (90 кВт; 120 л.с.) | 161 Нм (119 фунт-фут)   |                                        |                       | 5-ступенчатая механическая коробка передач |                      |

### Рестайлинг (AI58R; 2016)

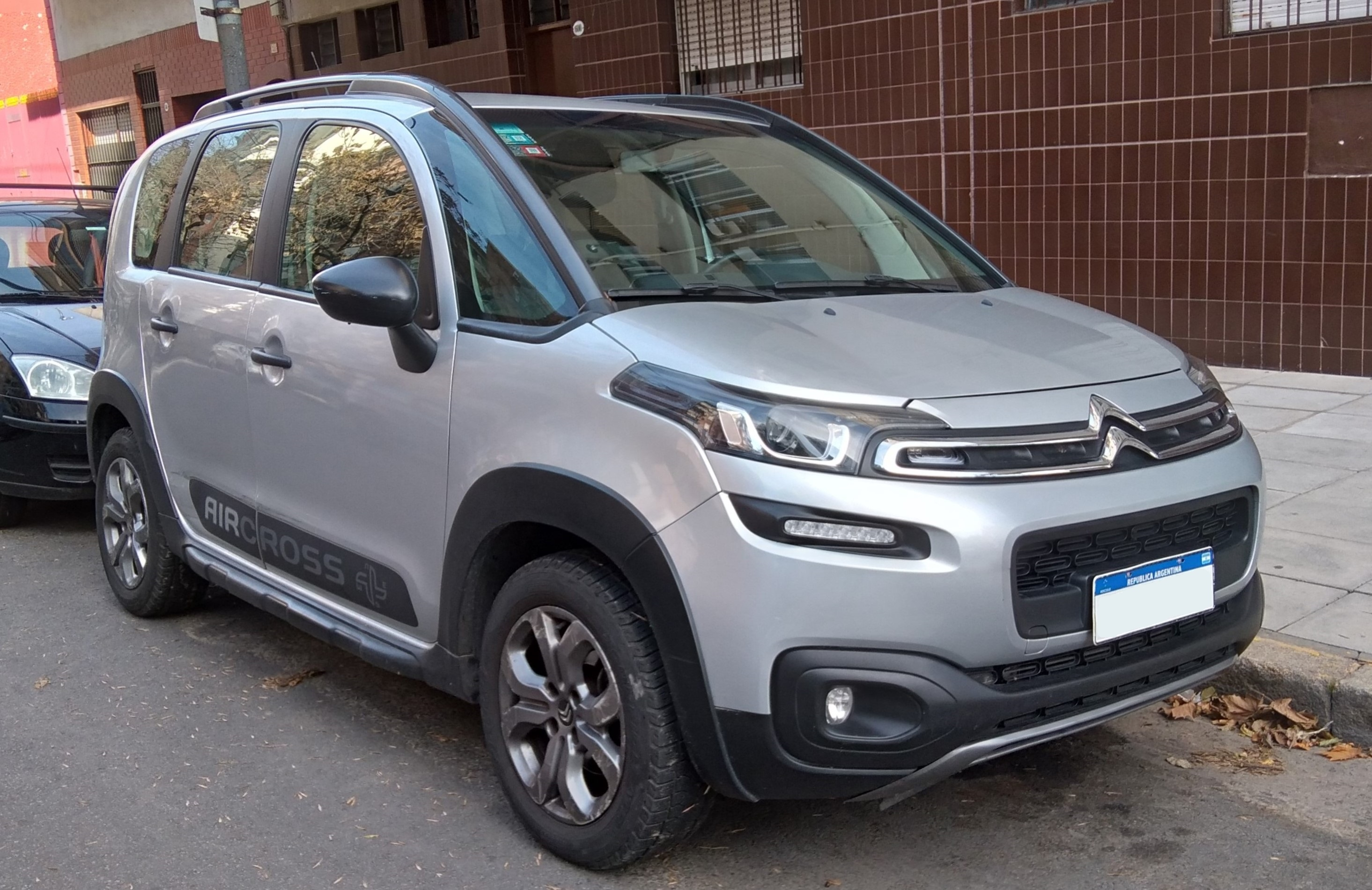
Citroen Aircross после рестайлинга

В конце 2015 года обновленная версия C3 Aircross была представлена в Южной Америке как модель 2016 года. Наиболее значительными изменениями являются новая передняя часть. Версия без Aircross (C3 Picasso) была исключена.
Название C3 Aircross было изменено на Citroën Aircross .
В 2016 году Citroën представил шоу-кар на базе Aircross под названием Aircross Beach Crosser.
Производство Aircross закончилось в конце 2020 года.

### Отзывы
Autoblog.com сделал обзор C3 Aircross, дав в основном отрицательный отзыв об аспектах и особенностях автомобиля. Базовая модель X выпущена без подушек безопасности, ABS и датчика температуры; последнее из которых они считают необходимостью в жарком латиноамериканском климате. Они раскритиковали багажник, назвав его неуклюжим и сложным, поскольку он может открыться только после того, как рычаг с запасным колесом будет разблокирован и отведен в сторону, что увеличивает пространство, необходимое для парковки.
Кроме того, в своем обзоре они жаловались, что водителю было трудно видеть дисплеи, установленные на приборной панели, повторяя опасения CNET , возникшие при обзоре C3 Picasso, где они назвали дисплеи «не особенно читаемыми» и, возможно, опасными для использования во время вождения.
Для C3 Aircross доступен только один двигатель; 1,6-литровый HDi, используемый в других автомобилях Citroën, включая C3 Picasso, представленный на латиноамериканском рынке. Обзор Autoblog.com был положительным, поскольку он очень хорошо показал себя на бездорожье Aircross, хотя на дороге был шумным. Они не обнаружили заметных проблем с подвеской, которая хорошо работала на дороге и за ее пределами, без проблем преодолевая неровную местность.
В целом Autoblog.com посчитал цену в 80 000 песо нереально высокой из-за отсутствия функций, которые они считали необходимыми, и по сравнению с конкурентами.

## Первое поколение (A88; 2017 г.)
Citroën C3 Aircross для Европы — субкомпактный кроссовер-внедорожник от Citroën. Представленный 12 июня 2017 года в Париже , он поступил в продажу с октября того же года. C3 Aircross был анонсирован на базе концепт-кара C-Aircross, представленного на Женевском автосалоне 2017 года .
Он разделяет платформу и многие элементы со своим двоюродным братом Opel Crossland X , который пришел на смену Meriva , после партнерства между Groupe PSA и General Motors, о котором впервые было объявлено в 2012 году. Его стиль, созданный Пьером Отье , гармонирует со стилем новая линейка Citroën: двухэтажный передний бампер, фары «3D». C3 Aircross также предлагает множество возможностей для индивидуальной настройки.

### Citroën C4 Aircross
В Китае в 2018 году будет запущена версия с длинной колесной базой. Она известна как C4 Aircross (полное название: Dongfeng Citroën YuNYi C4 Aircross ). Его колесная база составляет 2655 мм, что на 11,5 см длиннее, что дает длину 4270 мм.  Производство Citroën C4 Aircross было преждевременно снято с производства в 2020 году из-за плохих продаж.

### Рестайлинг 2021
Модель претерпела рестайлинг среднего возраста путем фейслифтинга (вдохновленного концепцией CXperience), представленного в феврале 2021 года, а производство начнется в июне того же года.  Обновление включает в себя более изящные и смелые фары, обновленную решетку радиатора и передний бампер, а также обновленные технологии. Рестайлинг приносит разные модели.

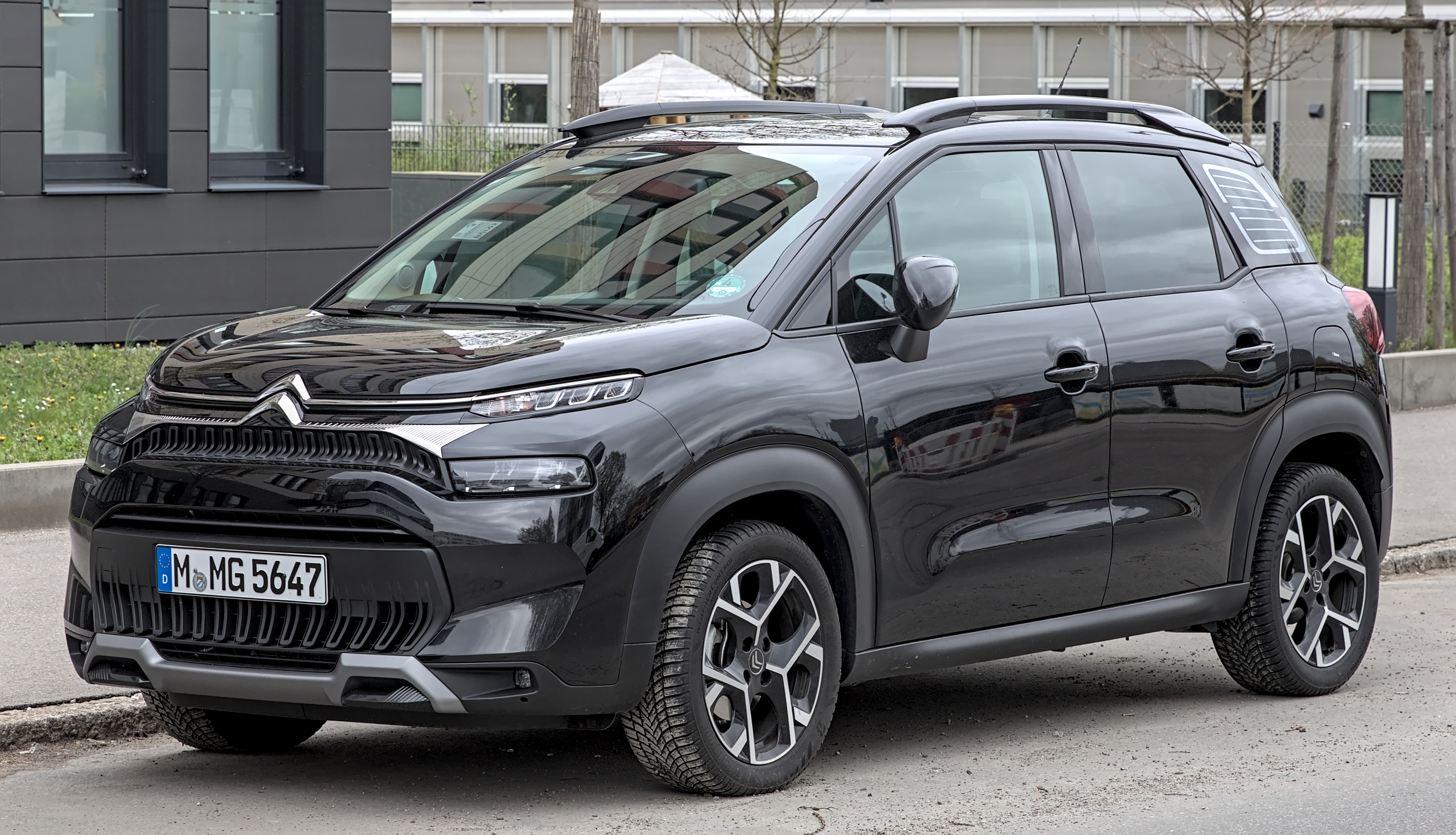
C3 Aircross после рестайлинга 2021 года

### Силовой агрегат
Модели до фейслифтинга
| Спецификация Модель | Двигатель                                      | Мощность                                  | Крутящий момент                | Смещение                               | Максимальная скорость                                     | Передача инфекции            | Ускорение (0-60/100) | Водить машину     | Модельные годы                 |
| Бензиновые модели   | Бензиновые модели                              | Бензиновые модели                         | Бензиновые модели              | Бензиновые модели                      | Бензиновые модели                                         | Бензиновые модели            | Бензиновые модели    | Бензиновые модели | Бензиновые модели              |
| ------------------- | ---------------------------------------------- | ----------------------------------------- | ------------------------------ | -------------------------------------- | --------------------------------------------------------- | ---------------------------- | -------------------- | ----------------- | ------------------------------ |
| 1.2 Чистотех 82     | 1,2 л EB2F Puretech I3                         | 82 л.с. (61 кВт; 83 л.с.) при 5750        | 118 Нм (87 фунт-фут) при 2750  | 1199 куб.см (1,2 л; 73,2 куб.дюйма)    | 165 км/ч (103 миль/ч)                                     | 5-ступенчатая механическая   | 14,0 сек.            | вперед            | ноябрь 2017 г. – июль 2018 г.  |
| 1.2 Пьюретэк 110    | 1,2 л EB2DT/EB2DAT Puretech I3 с турбонаддувом | 110 л.с. (82 кВт; 112 л.с.) при 5500      | 205 Нм (151 фунт-фут) при 1500 | 1199 куб.см (1,2 л; 73,2 куб.дюйма)    | 185 км/ч (115 миль/ч)                                     | 5-ступенчатая механическая   | 10,2 сек.            | вперед            | ноябрь 2017 г. – июль 2018 г.  |
| 1.2 Пьюретэк 110    | 1,2 л EB2DT/EB2DAT Puretech I3 с турбонаддувом | 110 л.с. (82 кВт; 112 л.с.) при 5500      | 205 Нм (151 фунт-фут) при 1750 | 1199 куб.см (1,2 л; 73,2 куб.дюйма)    | 190 км/ч (118 миль/ч)                                     | 6-ступенчатая механическая   | 10,1 сек.            | вперед            | июль 2018 г. – март 2021 г.    |
| 1.2 Пьюретэк 110    | 1,2 л EB2DT/EB2DAT Puretech I3 с турбонаддувом | 110 л.с. (82 кВт; 112 л.с.) при 5500      | 205 Нм (151 фунт-фут) при 1500 | 1199 куб.см (1,2 л; 73,2 куб.дюйма)    | 183 км/ч (114 миль/ч)                                     | 6-ступенчатая автоматическая | 10,6 сек.            | вперед            | ноябрь 2017 г. – июль 2018 г.  |
| 1.2 Пюретек 130     | 1,2 л EB2DTS Puretech I3 с турбонаддувом       | 130 л.с. (97 кВт; 132 л.с.) при 5500      | 230 Нм (170 фунт-фут) при 1750 | 1199 куб.см (1,2 л; 73,2 куб.дюйма)    | 200 км/ч (124 миль/ч)                                     | 6-ступенчатая механическая   | 9,3 сек.             | вперед            | ноябрь 2017 г. – июль 2018 г.  |
| 1.2 Пюретек 130     | 1,2 л EB2DTS Puretech I3 с турбонаддувом       | 130 л.с. (97 кВт; 132 л.с.) при 5500      | 230 Нм (170 фунт-фут) при 1750 | 1199 куб.см (1,2 л; 73,2 куб.дюйма)    | 195 км/ч (121 миль/ч)                                     | 6-ступенчатая автоматическая | 9,3 сек.             | вперед            | октябрь 2019 г. – март 2021 г. |
| Дизельные модели    |                                                |                                           |                                |                                        |                                                           |                              |                      |                   |                                |
| 1.5 BlueHDi 102     | 1,5 л DW5 BlueHDI I4 с турбонаддувом           | 102 л.с. (76 кВт; 103 л.с.) при 3500 л.с. | 250 Нм (184 фунт-фут) при 1750 | 1499 куб. См (1,5 л; 91,5 куб. Дюймов) | 184 км/ч (114 миль/ч)                                     | 6-ступенчатая механическая   | 10,8 сек.            | вперед            | август 2018 г. – март 2021 г.  |
| 1.5 BlueHDi 120     | 1,5 л DW5 BlueHDI I4 с турбонаддувом           | 120 л.с. (89 кВт; 122 л.с.) при 3750      | 300 Нм (221 фунт-фут) при 1750 | 1499 куб. См (1,5 л; 91,5 куб. Дюймов) | 195 км/ч (121 миль/ч)                                     | 6-ступенчатая автоматическая | 9,6 сек.             | вперед            | август 2018 г. – март 2021 г.  |
| 1.6 BlueHDi 99      | 1,6 л DW6 BlueHDi I4 с турбонаддувом           | 99 л.с. (74 кВт; 100 л.с.) при 3750       | 254 Нм (187 фунт-фут) при 1750 | 1560 куб. См (1,6 л; 95,2 куб. Дюймов) | 175 км/ч (109 миль в час) 178 км/ч (111 миль в час) (S&S) | 5-ступенчатая механическая   | 11,5 сек.            | вперед            | ноябрь 2017 г. – июль 2018 г.  |
| 1.6 BlueHDi 120 S&S | 1,6 л DW6 BlueHDi I4 с турбонаддувом           | 120 л.с. (89 кВт; 122 л.с.) при 3500      | 300 Нм (221 фунт-фут) при 1750 | 1560 куб. См (1,6 л; 95,2 куб. Дюймов) | 183 км/ч (114 миль/ч)                                     | 6-ступенчатая механическая   | 9,8 сек.             | вперед            | ноябрь 2017 г. – июль 2018 г.  |

Модели после рестайлинга
| Спецификация Модель | Двигатель                                 | Власть                                    | Крутящий момент                | Смещение                               | Максимальная скорость     | Передача инфекции            | Ускорение (0-60/100) | Водить машину     | Модельные годы    |
| Бензиновые модели   | Бензиновые модели                         | Бензиновые модели                         | Бензиновые модели              | Бензиновые модели                      | Бензиновые модели         | Бензиновые модели            | Бензиновые модели    | Бензиновые модели | Бензиновые модели |
| ------------------- | ----------------------------------------- | ----------------------------------------- | ------------------------------ | -------------------------------------- | ------------------------- | ---------------------------- | -------------------- | ----------------- | ----------------- |
| 1.2 Пьюретэк 110    | 1,2 л EB2ADT Puretech I3 с турбонаддувом  | 110 л.с. (82 кВт; 112 л.с.) при 5500      | 205 Нм (151 фунт-фут) при 1750 | 1199 куб.см (1,2 л; 73,2 куб.дюйма)    | 182 км/ч (113 миль в час) | 6-ступенчатая механическая   | 10,1 сек.            | вперед            | июнь 2021 г.—     |
| 1.2 Пюретек 130     | 1,2 л EB2ADTS Puretech I3 с турбонаддувом | 131 л.с. (98 кВт; 133 л.с.) при 5500 л.с. | 230 Нм (170 фунт-фут) при 1750 | 1199 куб.см (1,2 л; 73,2 куб.дюйма)    | 195 км/ч (121 миль/ч)     | 6-ступенчатая автоматическая | 9,1 сек.             | вперед            | июнь 2021 г.—     |
| Дизельные модели    |                                           |                                           |                                |                                        |                           |                              |                      |                   |                   |
| 1.5 BlueHDi 110     | 1,5 л DW5 BlueHDI I4 с турбонаддувом      | 110 л.с. (82 кВт; 112 л.с.) при 3750      | 250 Нм (184 фунт-фут) при 1750 | 1499 куб. См (1,5 л; 91,5 куб. Дюймов) | 178 км/ч (111 миль в час) | 6-ступенчатая механическая   | 10,7 сек.            | вперед            | июнь 2021 г.—     |
| 1.5 BlueHDi 120     | 1,5 л DW5 BlueHDI I4 с турбонаддувом      | 120 л.с. (89 кВт; 122 л.с.) при 3750      | 300 Нм (221 фунт-фут) при 1750 | 1499 куб. См (1,5 л; 91,5 куб. Дюймов) | 188 км/ч (117 миль в час) | 6-ступенчатая автоматическая | 10,1 сек.            | вперед            | июнь 2021 г.—     |

## Второе поколение (CC24; 2023 г.)

### Европа (2024)
Европейский C3 Aircross второго поколения был представлен в апреле 2024 года. Он построен на платформе Smart Car и является родственной моделью Opel Frontera.
Модель будет доступна с бензиновым мягким гибридом и аккумуляторной электрической силовой установкой.

### Азия, Африка и Латинская Америка (CC24; 2023 г.)
Citroën представил новое поколение C3 Aircross в Индии и Бразилии 27 апреля 2023 года.  Индийская модель будет экспортироваться на азиатские и африканские рынки с правым рулем. Бразильская модель выпускается с октября 2023 года и экспортируется на различные рынки Латинской Америки.  Он намного больше своего предшественника и имеет некоторые дизайнерские особенности будущей европейской модели, которая будет использовать ту же платформу.
Он был представлен в Индонезии на 30-м международном автосалоне Gaikindo Indonesia 10 августа 2023 года
В январе 2024 года Citroën запустил в Индии автоматическую версию C3 Aircross.

#### Citroen Basalt
Версия купе под названием Basalt была представлена в качестве шоу-кара в Индии и Бразилии 27 марта 2024 года.

## Продажи

### Бразильская модель C3 на основе Пикассо
| Год      | Бразилия    | Бразилия   | Аргентина   | Аргентина  |
| Год      | C3 Аиркросс | C3 Пикассо | C3 Аиркросс | C3 Пикассо |
| -------- | ----------- | ---------- | ----------- | ---------- |
| 2010 год | 4244        |            |             |            |
| 2011 год | 16 717      | 4702       | 4341        | 2061       |
| 2012 год | 11 931      | 9 111      | 3910        | 3263       |
| 2013     | 9 358       | 6582       | 5 517       | 5 562      |
| 2014 год | 7 294       | 3688       | 2450        | 2944       |
| 2015 год | 4664        | 1335       | 1078        | 1147       |
| 2016 год | 7 464       | 14         | 3924        |            |
| 2017 год | 8 316       |            | 5180        |            |
| 2018 год | 5 566       |            | 2986        |            |
| 2019 год | 2806        |            | 1396        |            |
| 2020 год | 679         |            | 910         |            |
| 2021 год | 49          |            | 576         |            |

### Глобальная автономная модель
| Год      | Европа  | Турция |
| -------- | ------- | ------ |
| 2017 год | 16 982  |        |
| 2018 год | 110 394 |        |
| 2019 год | 112 089 |        |
| 2020 год | 75 281  |        |
| 2021 год | 68 608  |        |
| 2022 год | 64 043  | 5 447  |
| 2023 год |         | 8,085  |